# Patricio Hurtado
Edwin Patricio Hurtado (9 augustus 1970) is een voormalig profvoetballer uit Ecuador, die speelde als verdediger gedurende zijn carrière. Hij beëindigde zijn loopbaan in 2006.

## Clubcarrière
Hurtado kwam onder meer uit voor LDU Quito, Club Deportivo Técnico Universitario en Club Deportivo El Nacional.

## Interlandcarrière
Hurtado speelde in totaal tien officiële interlands voor Ecuador in de periode 1991-2000. Onder leiding van de Montenegrijnse bondscoach Dušan Drašković maakte hij zijn debuut op woensdag 19 juni 1991 in de vriendschappelijke thuiswedstrijd tegen Chili (2-1) in Guayaquil, net als Manuel Uquillas en José Higinio Rivera. Hurtado maakte tweemaal deel uit van de Ecuadoraanse selectie die deelnam aan de strijd om de Copa América: 1991 en 1995.

## Erelijst
El Nacional
- Campeonato Ecuatoriano

1992
 LDU Quito
- Campeonato Ecuatoriano

1998, 1999